# Carl Gustav Johansson

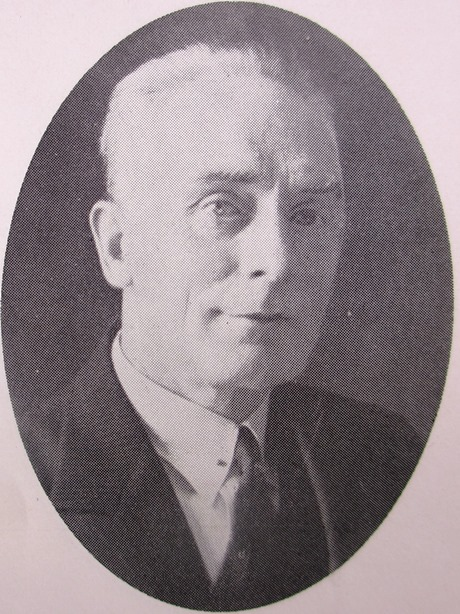
Carl Gustav Johansson.

Carl Gustav Johansson, född 31 maj 1882 i Järbo församling, Gävleborgs län, död 7 juni 1971 i Söderhamn, var en svensk socialdemokratisk kommunalpolitiker.
Johansson var föreståndare vid arbetsförmedlingen i Söderhamn. Han var ordförande i drätselkammaren, lönenämnden och kyrkofullmäktige, ledamot av stadsfullmäktige samt revisor vid lasarettet och epidemisjukhuset i Söderhamn.
På grund av den från 1930 härjande sågverksdöden var Söderhamn hårt drabbat av arbetslöshet och Johansson var en av dem som verkade aktivt för en flygflottilj för att få nya arbetstillfällen. Detta förverkligades 1945, då Hälsinge flygflottilj invigdes.